# Cleotera
Cleotera (in greco antico: Κλεοθήρα?) o Cloedora è un personaggio della mitologia greca. Pausania le cambia il nome in Cameiro.

## Genealogia
Figlia di Pandareo e di Armotoe.

## Mitologia
Dopo la morte dei genitori lei e la sorella Merope furono allevate da Afrodite, Era ed Atena che le crebbero insegnandole varie abilità. 

Da adulta, poco prima delle nozze e per colpa di una distrazione delle divinità, fu rapita con la sorella dalle Arpie. Queste le consegnarono alle Erinni, che ne fecero le ancelle di Proserpina nell'Ade.
Nell'Odissea il racconto viene narrato da Penelope.

### Fonti
- Omero, Odissea XX 66-78

### Moderna
- Luisa Biondetti, Dizionario di mitologia classica, Milano, Baldini&Castoldi, 1997, ISBN 978-88-8089-300-4.
- Pierre Grimal, Enciclopedia della mitologia 2ª edizione, Brescia, Garzanti, 2005, ISBN 88-11-50482-1. Traduzione di Pier Antonio Borgheggiani
- Anna Ferrari, Dizionario di mitologia, Litopres, UTET, 2006, ISBN 88-02-07481-X.